# Факультет политологии МГУ
Факульте́т политоло́гии Моско́вского госуда́рственного университе́та — научно-образовательное структурное подразделение МГУ им. М. В. Ломоносова, ведущее подготовку студентов по специальности «политология» и «конфликтология», а также подготовку научно-педагогических кадров высшей квалификации по политологии через аспирантуру и докторантуру.

## История
О планах по созданию факультета политологии МГУ стало известно летом 2008 года. Факультет создавался на базе политологических кафедр философского факультета МГУ, принявших решение выделиться в новое подразделение. Партия «Единая Россия» намеревалась принять активное участие в работе факультета. По сообщениям ряда СМИ, к управлению факультетом планировалось привлечь спикера Госдумы Бориса Грызлова. Позднее ректор МГУ Виктор Садовничий опроверг эту информацию, заявив: «Никакого отношения к руководству уважаемый Борис Вячеславович иметь не будет. Он и другие политики смогут читать лекции».
Принципиальное решение о создании факультета было принято Учёным советом Московского университета 29 августа 2008 года. Деканом факультета был назначен профессор Андрей Шутов, бывший заведующий кафедрой государственной политики философского факультета. По его словам, факультет продолжает традицию преподавания политической науки в Московском университете, заложенную М. В. Ломоносовым в 1755 году учреждением кафедры политики. В первый год на факультет было набрано около 120 студентов. Осенью 2008 года на факультете политологии занимались решением организационных задач: уточнением структур кафедр и формированием образовательных программ. В 2011 году на факультете была открыта программа по подготовке политических лидеров.
Летом 2013 года состоялся первый выпуск факультета. Дипломы получили 92 выпускника[значимость факта?].
В марте 2025 года был запущен курс "Введение в вестернологию. Политический аспект" философа, профессора, доктора социологических и политических наук Александра Дугина.

## Структура факультета политологии МГУ им. М. В. Ломоносова
В настоящее время научная и образовательная работа на факультете политологии МГУ ведется на семи кафедрах:
- Кафедра истории и теории политики
- Кафедра истории социально-политических учений
- Кафедра российской политики
- Кафедра социологии и психологии политики
- Кафедра сравнительной политологии
- Кафедра государственной политики
- Кафедра международных отношений интеграционных процессов

На факультете политологии работают пять лабораторий, которые являются механизмом привлечения молодых ученых из числа студентов и аспирантов к проведению фундаментальных и прикладных научных исследований и выработке научно-практических рекомендаций.
- Лаборатория математических методов политического анализа и прогнозирования
- Лаборатория коммуникационных систем и информационных технологий
- Лаборатория прикладных политических исследований
- Лаборатория политико-правовых исследований
- Лаборатория историко-политической культуры

На факультете работают отделы аспирантуры и докторантуры, дополнительного образования, международных отношений.